# Dassa-Zoumè
Dassa-Zoumè (teilweise auch Dassa-Zoumé) ist eine Kommune, ein Arrondissement sowie eine Stadt im Departement Collines in Benin. Gemäß der Volkszählung von 2013 hatte Dassa-Zoumè als Kommune 112.122 Einwohner, davon waren 54.366 männlich und 57.756 weiblich. Für die beiden Arrondissements Dassa I und Dassa II wurden 7138 respektive 22.323 Einwohner verzeichnet.
Die acht weiteren Arrondissements sind Akofodjoulè, Gbaffo, Kèrè, Kpingni, Lèma, Paouingnan, Soclogbo und Tré, die sich inklusive Dassa I und II aus 93 Dörfern zusammensetzen.

## Infrastruktur
Die Stadt Dassa-Zoumè ist Knotenpunkt der Fernstraßen RNIE2, RNIE3 und RNIE5.

## Söhne und Töchter der Stadt
- Jodel Dossou (* 1992), beninischer Fußballspieler
- François Gnonhossou SMA (* 1961), beninischer Geistlicher und römisch-katholischer Bischof von Dassa-Zoumé